# Novaquark
Novaquark est une société française, studio et éditeur de jeu vidéo. Elle est connue pour être la société éditrice du jeu vidéo Dual Universe. Cette société a été créée par Jean-Christophe Baillie en janvier 2014. Le studio Novaquark réunit des vétérans de l'industrie du jeu vidéo ayant travaillé dans de grandes entreprise du secteur, Ubisoft, Apple, Sony, CCP Games,. L'entreprise compte plus d'une vingtaine de salariés.

## Développement
Novaquark est le propriétaire de la technologie CSSC utilisé dans le jeu dont il est éditeur Dual Universe.

## Nombre d'employés
À la création de l'entreprise début 2014, une vingtaine de personnes travaillaient sur le projet. Entre janvier 2014 et septembre 2014 toute l’équipe de développement a été renouvelée.
En février 2019, Novaquark ouvre un nouveau  studio à Montréal et recrute Stéphane d’Astous, un ancien d’Eidos Montréal.